# Michael Roll

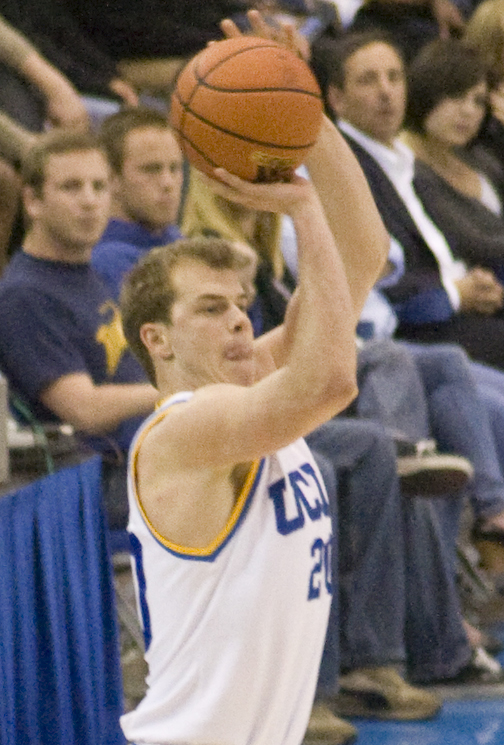
Roll w barwach UCLA Bruins (2009)

Michael Brandon Roll (ur. 12 kwietnia 1987 w Mission Viejo) – amerykański koszykarz, występujący na pozycjach rzucającego obrońcy ub niskiego skrzydłowego, posiadający także tunezyjskie obywatelstwo, reprezentant tego kraju.

## Kariera sportowa
W 2005 został wybrany najlepszym zawodnikiem szkół średnich stanu Kalifornia (John R. Wooden California High School Player Of The Year). Otrzymał też inne nagrody: All-CIF Southern Section Div. IA Player of the Year, Orange County Register Player of the Year, Los Angeles Times All-Star. Został też zaliczony do I składu All-State przez CalHiSports.com.
W 2010 reprezentował Toronto Raptors podczas rozgrywek letniej ligi NBA.

## Osiągnięcia
Stan na 16 września 2022, na podstawie, o ile nie zaznaczono inaczej.

### NCAA
- Wicemistrz:
  - NCAA (2006)
  - sezonu regularnego Pac-10 (2009)
- Uczestnik rozgrywek:
  - NCAA Final Four (2006–2008)
  - turnieju NCAA (2006–2009)
  - meczu gwiazd Resse's College All-Star Game (2010)
- Mistrz:
  - turnieju konferencji Pac-10 (2006, 2008)
  - sezonu regularnego Pac-10 (2006–2008)
- Współlaureat nagrody J.D. Morgan Memorial Award (2009 z Jrue Holidayem)
- Zaliczony do I składu:
  - Pac-10 (2010)
  - turnieju Pac-10 (2010)
- Lider Pac-10 w skuteczności rzutów za 3 punkty (2010 – 42,6%)[6]

### Drużynowe
- Mistrz Izraela (2018, 2019)
- Wicemistrz:
  - Turcji (2017)
  - Włoch (2021)
- Zdobywca:
  - pucharu:
    - Włoch (2021)
    - ligi izraelskiej (2017)

  - Superpucharu Włoch (2020)
- Finalista pucharu:
  - Belgii (2012)
  - Izraela (2018)
- Uczestnik rozgrywek:
  - Euroligi (2021)
  - Koszykarskiej Ligi Mistrzów (2016/2017)
  - EuroChallenge (2011/2012)

### Indywidualne
(* – nagrody przyznane przez portale eurobasket.com, afrobasket.com)
- Zaliczony do*:
  - II składu ligi belgijskiej (2012)
  - składu honorable mention:
    - All-EuroChallenge (2012)
    - ligi tureckiej (2016, 2017)
- Uczestnik meczu gwiazd ligi tureckiej (2016)

### Reprezentacja
Drużynowe
- Mistrz Afryki (2021)
- Brązowy medalista mistrzostw Afryki (2015)[7]
- Uczestnik:
  - mistrzostw świata (2019 – 20. miejsce)[8]
  - afrykańskich kwalifikacji do mistrzostw świata (2017 – 2. miejsce, 2019, 2021)
  - kwalifikacji olimpijskich (2016 – 6. miejsce)[9]

Indywidualne
- Zaliczony do II składu mistrzostw Afryki (2015, 2021)*